# Batalla de l'Eurimedont
La batalla de l'Eurimedont va ser una doble batalla, que va tenir lloc tant a l'aigua com en terra, entre la Lliga Dèlica d'Atenes i els seus aliats, i l'Imperi Persa de Xerxes I. Va tenir lloc l'any 469 o 466 aC, a les proximitats de la desembocadura del riu Eurimedont (actual Köprüçay) a Pamfília, Àsia Menor. Forma part de les Guerres de la Lliga de Delos, que també formen part, al seu torn, de les guerres mèdiques.

## Preludi
Després d'haver-se aplegat una gran flota persa a Aspendos, prop de la desembocadura del riu Eurimedont,per tal de llançar una ofensiva major contra les polis (ciutats) gregues de l'Àsia Menor, l'estrateg atenenc Cimó va ser enviat amb un considerable exèrcit a les costes de l'Àsia Menor per ajudar les ciutats aliades i per alliberar les que encara estaven ocupades per guarnicions perses. Aquesta expedició va tenir lloc poc després de la Segona Guerra Mèdica. L'atenès va prendre el comandament de la flota que estava a Bizanci, va salpar rumb a la ciutat d'Eíon que es trobava en poder dels perses, la va sotmetre després d'un setge i va conquistar l'illa d'Esciros. La seva conquesta obeïa a la necessitat d'assegurar la ruta d'El Pireu a Calcídica.Va tornar al Pireu, va reforçar la seva flota amb nous trirrems i va salpar amb una flota de 200 vaixells de guerra, que es va veure incrementada amb els que li van enviar els jonis i altres grecs asiàtics, amb la qual cosa aconseguí un total de 300. Amb aquesta flota, des de Cnidos i Triòpion, va hissar les veles rumb a les ciutats de la costa de Cària. Va persuadir totes les colònies gregues a rebel·lar-se contra els perses. A les ciutats que eren bilingües i que tenien guarnicions perses les va sotmetre a setge. Quan va tenir de la seva part a les ciutats càries, de la mateixa manera es va guanyar les de Lícia mitjançant la persuasió.
Els perses per la seva banda van preparar l'exèrcit de terra reclutant els seus propis homes, mentre que la seva flota procedia de Fenícia, de Xipre i de Cilícia.
Després, Cimó va partir de Cnidos a Cària, amb 200 trirrems, però quan va arribar a la ciutat lícia de Faselis, es va negar a desembarcar. A continuació, va començar a saquejar la costa de Faselis, però gràcies a la intervenció de Quios, els va convèncer d'unir-se a la Lliga de Delos. A canvi, van haver d'enviar unitats a la campanya i pagar 10 talents. Els atenesos van aconseguir així conquerir la ciutat-estat grega més remota d'Àsia Menor, que a més estava just a l'oest del riu Eurimedont i podria haver estat la primera base naval dels perses, però la seva campanya va fracassar. Cimó va prendre llavors la iniciativa i va atacar els perses a Aspendos.

## La batalla

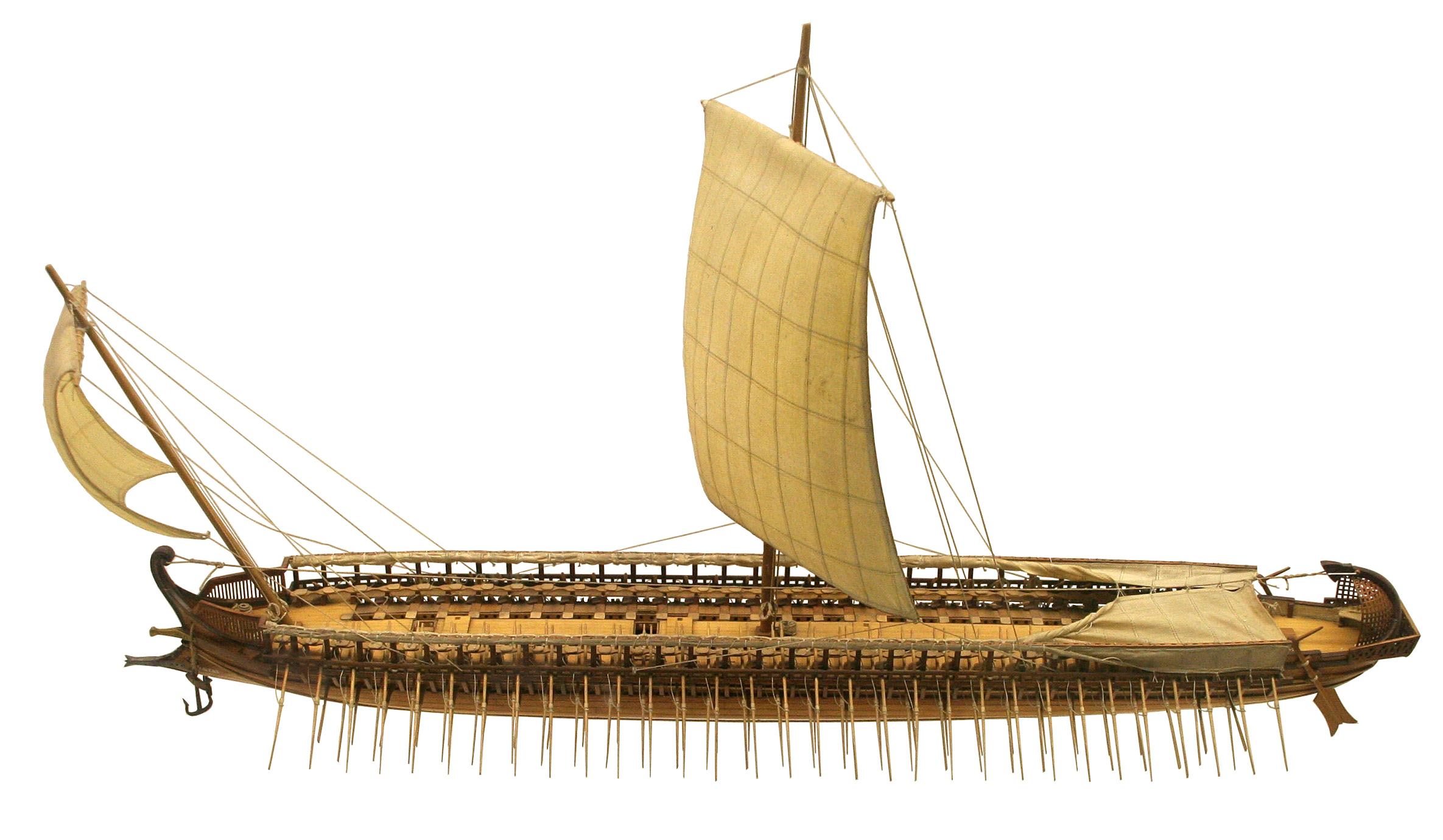
Model reconstruït d'una trirrem, embarcació usada per grecs i perses.

El relat més complet el proporciona Plutarc, segons el qual els perses havien fet ancorat a la desembocadura de l'Eurimedont, tot esperant l'arribada de 80 naus fenícies procedents de Xipre. Cimó va arribar abans que aquests reforços. La flota persa, desitjosa d'evitar l'enfrontament, es va batre en retirada pel riu. No obstant això, a causa de la persecució de Cimó, els perses finalment van acceptar entaular batalla. El xoc va ser violent. Malgrat la superioritat numèrica persa, la seva línia de batalla es va trencar ràpidament. Segons l'estimació de Diodor de Sicília, Cimó va lluitar amb 250 naus contra 350 dels enemics. Els perses van encallar llavors els seus vaixells al riu, mentre esperaven la protecció d'un exèrcit aquemènida que estava estacionat no gaire lluny d'allà. Sens dubte, diverses naus perses van ser capturades o destruïdes durant la batalla, però és probable que la gran majoria ho fossin mentre estaven encallades. Diodor afirma que en la batalla van ser capturats 100 vaixells perses amb les seves tripulacions, i que les tripulacions de les naus abandonades van fugir terra endins, i les seves naus foren capturades. La resta de la flota es va refugiar a Xipre.
L'exèrcit persa va fer un moviment cap a la flota grega, que també estava encallada amb l'objectiu de capturar els vaixells perses. Malgrat el cansament de les seves tropes després d'aquesta primera batalla, Cimó, en veure "que els seus homes estaven exaltats per l'impuls i l'orgull de la seva victòria, i desitjosos d'apropar-se als bàrbars", va fer desembarcar els marines i va procedir a atacar l'exèrcit persa. Inicialment la línia persa va mantenir l'assalt atenès, però finalment, com a la batalla de Mícale, els hoplites, amb fortes armadures, van demostrar ser superiors i van derrotar l'exèrcit persa. Quan fugien de tornada al seu campament, els perses van ser capturats, juntament amb el seu campament, pels grecs vencedors.
Tucídides diu que 200 vaixells fenicis van ser capturats i destruïts.És molt improbable que això ocorregués durant l'aparentment breu batalla naval, de manera que probablement aquests eren vaixells encallats capturats després de la batalla i destruïts amb foc, com va passar en el cas de Mícale. Plutarc diu que es van capturar 200 vaixells, a més dels que van ser destruïts o que van fugir.És possible que "destruït" en aquest context signifiqui enfonsat durant la batalla, ja que els grecs gairebé segur que haurien destruït també els vaixells que van capturar (com Tucídides implícitament indica)..Com que Tucídides només indica explícitament el nombre de vaixells destruïts, és possible conciliar els nombres de Plutarc i de Tucídides, però no és clar que aquest sigui el millor enfocament. No hi ha estimacions a les fonts antigues de baixes entre les tropes de cap dels dos bàndols.
Plutarc diu que, després de la seva doble victòria, "tot i que, com un atleta poderós, havia superat dues competicions en un dia... Cimó encara va continuar competint amb les seves pròpies victòries."Cimó suposadament va navegar amb la flota grega tan ràpidament com li fou possible per interceptar la flota de 80 vaixells fenicis que els perses esperaven. Els prengué per sorpresa, i va capturar o destruir tota la flota.Tucídides, però no esmenta aquest incident, per la qual cosa molts dubten que hagi ocorregut.

## Conseqüències
Segons Plutarc, una tradició deia que el rei persa (que llavors encara seria Xerxes) va acordar un humiliant tractat de pau després de l'Eurimedont. No obstant això, com admet Plutarc, altres autors van negar que s'hagués fet aquesta pau en aquell moment, i la data més lògica per a qualsevol tractat de pau hauria estat després de la campanya de Xipre del 450 aC. L'alternativa suggerida per Plutarc és que el rei persa va actuar com si hagués fet una pau humiliant amb els grecs, perquè tenia molta por de tornar a entrar en combat amb ells. Els historiadors moderns solen considerar improbable que es fes un tractat de pau després d'Eurimedont.
Eurimedont va ser una victòria molt significativa per a la Lliga de Delos, que probablement va acabar d'una vegada per totes amb l'amenaça d'una altra invasió persa de Grècia. També sembla haver impedit qualsevol intent persa de reconquerir els grecs asiàtics fins almenys el 451 aC. L'adhesió d'altres ciutats d'Àsia Menor a la Lliga de Delos, particularment de Cària, probablement va arribar després de la campanya de Cimó allà.
Malgrat la gran victòria de Cimó, es va produir una mica d'estancament entre Pèrsia i la Lliga. Els grecs no semblen haver aprofitat el seu avantatge a casa d'una manera significativa. Si s'accepta la data posterior del 466 aC per a la campanya de l'Eurimedont, això podria ser perquè la revolta a Tassos va significar que els recursos es van desviar de l'Àsia Menor per evitar que els tassis se separessin de la Lliga. Per contra, com suggereix Plutarc, els perses van adoptar una estratègia molt defensiva a l'Egeu durant la següent dècada i mitja. La flota persa va estar efectivament absent de l'Egeu fins al 451 aC, i els vaixells grecs van poder recórrer les costes de l'Àsia Menor amb impunitat. La següent gran campanya de la Lliga Dèlia contra els perses només es produiria l'any 460 aC, quan els atenesos van decidir donar suport a una revolta a la satrapia egípcia de l'Imperi Persa. Aquesta campanya duraria 6 anys, abans d'acabar en un desastre per als grecs.